# Seifeddine Jaziri
Seifeddine Jaziri (en árabe: سيف الدين الجزيري‎; Túnez, Túnez, 12 de febrero de 1993) es un futbolista tunecino que juega como delantero y su equipo es el Zamalek SC de la Liga Premier de Egipto.

## Selección nacional
Ha sido internacional con la selección de fútbol de Túnez desde el año 2016.

### Participación en torneos internacionales
| Torneo                         | Sede            | Resultado        |
| ------------------------------ | --------------- | ---------------- |
| Copa Árabe de la FIFA 2021     | Catar           | Subcampeón       |
| Copa Africana de Naciones 2021 | Camerún         | Cuartos de final |
| Copa Africana de Naciones 2023 | Costa de Marfil | Primera fase     |

## Clubes
| Club                 | País   | Año           |
| -------------------- | ------ | ------------- |
| Club Africain        | Túnez  | 2011-2012     |
| CS Hammam-Lif        | Túnez  | 2013-2014     |
| Club Africain        | Túnez  | 2015-2016     |
| US Ben Guerdane      | Túnez  | 2017          |
| Tanta SC             | Túnez  | 2017-2018     |
| Stade Gabésien       | Túnez  | 2018-2019     |
| El-Mokawloon El-Arab | Egipto | 2019-2021     |
| Zamalek SC           | Egipto | 2021-presente |

## Palmarés

### Distinciones individuales
| Distinción                                     | Año  |
| ---------------------------------------------- | ---- |
| Goleador de la Copa Árabe de la FIFA (4 goles) | 2021 |